# Stevens Point, Wisconsin
Stevens Point este sediul comitatului Portage, statul Wisconsin, Statele Unite ale Americii.

## Personalități născute aici
- Chester Yorton (1940 - 2020), culturist;
- Suzy Favor Hamilton (n. 1968), atletă.

1. ↑   https://stevenspoint.com/115/Mayor-Wiza, accesat în 11 septembrie 2024 Lipsește sau este vid: |title= (ajutor)
2. ↑  Recensământul Statelor Unite ale Americii din 2010, accesat în 9 iulie 2020